# معاهدة المحمرة
اتفاقية المحمرة هي اتفاقية بين المملكة العراقية وبين سلطنة نجد وتوابعها، حيث عقد اجتماع بالمحمرة في 5 مايو عام 1922م أتبع فيما بعد بمعاهدة العقير في 2 ديسمبر 1922.